# Palaeoryctoides
Palaeoryctoidea es una infraclase extinta de mamíferos terios. Entre sus géneros destaca el mamífero insectívoro Prosarcodon. En estos animales, la fosa mandibular del hueso escamoso está dirigida hacia adelante, como también ocurre en los soricoides. En varios de los géneros próximos a Prosarcodon se aprecia una tendencia evolutiva hacia la dentición zalambdodonte, en la cual los dientes presentan dos crestas que se encuentran formando la letra griega lambda. Este grupo marca una inflexión evolutiva, sirviendo como puente entre los mamíferos marsupiales y los placentarios, con características híbridas entre ambos grupos. 